# Fabienne Reuteler
Fabienne Reuteler (Uster, 2 de setembro de 1979) é uma snowboarder suíça.
Foi medalhista de bronze no halfpipe nos Jogos Olímpicos de Inverno de 2002 e no Campeonato Mundial FIS de Snowboard em 2003.